# Раймондас Туменас
Раймондас Туменас (лит. Raimondas Tumėnas, нар. 9 січня 1963) ― литовський підприємець та інвестор. Є співінвестором і одним із кінцевих бенефіціарних власників інвестиційної компанії BT Invest. Компанія та пов'язані з нею компанії інвестують та працюють у роздрібній торгівлі (Novus), девелопменті нерухомості (Stolitsa Group), оренді торгових центрів (Retroville) та компаніях портових операторів (EVT) в Україні і частково в Литві. У цих компаніях загалом працює понад 6 000 осіб. Живе у Литві.

## Біографія
Раймондас Туменас народився у Вільнюсі, столиці Литви, був наймолодшим із трьох дітей у родині. Закінчив Вільнюську гімназію. Пізніше він закінчив економічний факультет Вільнюського університету та використав отримані знання у бізнесі після розпаду Радянського Союзу.

### Виробництво соків «Sandora»
1995 року литовські бізнесмени Ігор Беззуб та Раймондас Туменас заснували в Україні компанію з виробництва соків «Сандора». У 1998 році компанія стала лідером на ринку соків України, охоплюючи 75 % усіх торгових точок та займаючи близько 50 % ринку України. За підсумками 2006 року компанія займала 45,6 % ринку соків в Україні. У 2007 році PepsiAmericas та PepsiCo уклали угоду про спільну купівлю 100 % акцій ТОВ «Сандора» за $678 млн доларів США.

### Торгова мережа «Novus»
Після успішного продажу «Сандори» Раймондас Туменас із партнером Ігорем Беззубом (він помер кілька років по тому) вирішили залишитися в Україні і у 2008 році було створено інвестиційну компанію BT Invest, яка створила торгову компанію Novus у 2009 році. Компанія розвивалася в основному в Києві.
У 2017 році мережа продовольчого ритейлера Novus налічувала 44 магазини, розташовані у 6 областях України. Виторг мережі Novus за 2019 рік становив 11,5 млрд грн.
У розслідуванні 2019 року Радіо Свободи йшлося про те, що компанія Novus працює в окупованому Криму, незважаючи на санкції ЄС. Проте Генеральна прокуратура Литви заявила, що литовська компанія не порушувала антиросійських санкцій Європейського Союзу.
У 2020 році Novus отримав кредит від Європейського банку реконструкції та розвитку на суму 100 млн доларів США.

### Stolitsa Group та EVT
2009 року литовські бізнесмени стали інвесторами в одну з найбільших девелоперських компаній Києва — Stolitsa Group. Станом на 2020 рік група компаній Stolitsa Group входить до трійки найуспішніших девелоперів столиці України.
Серед проєктів Stolitsa Group — Retroville, торгово-розважальний центр, що відкрився в середині 2020 року і розташований на Виноградарі у Києві.
BT Invest розвиває EVT — морський порт у Миколаєві. У березні 2020 року відбулася перевалка 2-мільйонної тонни у зерновому терміналі EVT.
Литовська влада підтримує інвестиції литовського бізнесмена в Україну. Президент Литви у 2009—2019 роках Даля Грибаускайте відкрила ярмарок у Novus у 2011 році, а чинний президент Литви Ґітанас Науседа запросив Раймондаса Туменаса на офіційний обід під час візиту президента України Володимира Зеленського до Литви у 2019 році.
У 2018 році народний депутат України Сергій Лещенко звинуватив Stolitsa Group у незаконному будівництві ЖК «Варшавський масив» у Києві.